# Sladkosti a zahořklá Marge
Sladkosti a zahořklá Marge (v anglickém originále Sweets and Sour Marge) je 8. díl 13. řady (celkem 277.) amerického animovaného seriálu Simpsonovi. Scénář napsala Carolyn Omineová a díl režíroval Mark Kirkland. V USA měl premiéru dne 20. ledna 2002 na stanici Fox Broadcasting Company a v Česku byl poprvé vysílán 2. září 2003 na stanici ČT1.

## Děj
Homer si v knihovně koupí knihu o světových rekordech, kterou vydal Duff. Poté, co všechny nudí zajímavostmi o těchto rekordech, shromáždí Homer celé město, aby postavilo nejvyšší lidskou pyramidu na světě. Když Jimbo a Kearney pohnou rukama těsně před vyhlášením rekordu, pyramida se zřítí do obří koule, která se kutálí městem a posbírá Agnes Skinnerovou, Hanse Krtkovice a sebevraha, který se chystá skočit z římsy na ulici. Celé město se dokutálí k váze pro nákladní automobily a úředníci Duffovy knihy rekordů prohlásí Springfield za nejtlustší město na světě. 
Obyvatelé města jsou šťastní, že překonali světový rekord, ale Marge se obává, že celé město má nadváhu. Dozvídá se, že téměř všechno, co jedí, obsahuje cukr. Poté, co si Marge stěžuje Garthu Cukroláskovi (rozenému Hitlerovi), šéfovi Cukroláskových cukrovarů, zažaluje s pomocí Gila a profesora Frinka cukrovarnický průmysl. Soudce Snyder se postaví na její stranu a zakáže ve Springfieldu všechny výrobky z cukru, čímž rozzlobí Homera a většinu města. 
Celé městečko si odvykne a trpí silnou cukrovou absencí. Homer se připojí k tajné skupině vedené Cukroláskou, která ilegálně plánuje návrat cukru do Springfieldu. Homer se spolu s Bartem, Apuem, panem Burnsem a kresleným upírem jménem hrabě Fudge-ula vydává pašovat cukr z ostrova San Glucos. Poté, co se vyhne policejní lodi, přiveze Homer cukr do springfieldských doků. 
Když ho Marge prosí, aby se nákladu zbavil, má Homer dvě možnosti: poslechnout Marge a stisknout tlačítko Drop Cargo (Odhoď náklad), nebo cukr přivézt do Cukroláskovy společnosti stisknutím tlačítka Obey Bad Guy (Poslechni padoucha). Homer náklad odhodí a cukr spadne do vody poblíž springfieldských doků. Všichni Springfielďané – dokonce i ti, kterým se zdálo, že bez cukru jsou šťastnější a zdravější – skočí do přístavu a vodu s cukrem pijí. Snyder prohlásí, že zákaz cukru skončil, a skočí do vody také. Marge je rozrušená a uvažuje, že se vzdá změny světa, ale Homer jí řekne, že ji má rád, když se snaží udělat svět lepším.

## Produkce
Scénář k dílu napsala Carolyn Omineová a režíroval ho Mark Kirkland. Původně byl vysílán 20. ledna 2002 na stanici Fox ve Spojených státech. Nápad na epizodu předložila Omineová, která jej založila na tehdejším soudním procesu, v němž kuřáci žalovali tabákové společnosti za prodej škodlivého zboží. Omineové přišlo „trochu divné“, že lidé nepřebírají odpovědnost za své zdraví, a zažertovala, že v budoucnu by lidé mohli žalovat potravinářské společnosti za to, že „je dělají tlustými“, což se nakonec stalo zápletkou epizody. Při natáčení dílu se scenáristé Simpsonových rozhodli sestavit seznam tlustých obyvatel Springfieldu. Podle Omineové seznam „nikdy neskončil“, a když si scenáristé uvědomili, kolik je ve Springfieldu tlustých lidí, rozhodli se, že by se obyvatelé měli pokusit „o světový rekord“ v kategorii „nejtlustší lidé“. Scenáristé se pak rozhodli, že se obyvatelé budou snažit vytvořit světový rekord v největší lidské pyramidě, a pak omylem vytvořili rekord v nejtlustší populaci. V epizodě se poprvé objevila Cletusova sestřenice Dia-Betty, postavu animoval Kirklandův asistent Matt Faughnan, který se od té doby stal stálým režisérem seriálu. Gartha Cukrolásku, šéfa Cukroláskovy cukrovary, ztvárnil americký herec a komik Ben Stiller.
V jedné části dílu se obyvatelé Springfieldu pokusí vytvořit rekord v největší lidské pyramidě, což se jim nepodaří, když se pyramida zhroutí a lidé se srolují do obří koule. Podle režiséra Kirklanda bylo tuto scénu, kterou členové štábu označují jako „lidskou kouli“, velmi obtížné animovat a z určování, jak ji do epizody implementovat, „měl skoro migrénu“. Zatímco se Kirkland snažil přijít na to, jak „lidskou kouli“ animovat, nastříkal bílým základním nátěrem zeměkouli a pověřil výtvarníka Paula Wee, aby na ni černým inkoustem nakreslil obyvatele Springfieldu. Obvykle animátoři Simpsonových kreslí každý deset scén týdně, ale protože kreslil „lidskou kouli“, byl Wee z těchto povinností omluven. Jelikož ruční kreslení koule by animátory „zabilo“, brzy se rozhodli, že jej budou pro každý snímek scény fotografovat. Fotografie byly pořízeny v Kirklandově garáži a poté byly okopírovány pomocí xeroxové kopírky. Vedoucí producent a showrunner Al Jean prohlásil, že technika animace „lidské koule“ byla „nesmírně zajímavá“, ačkoli v seriálu již nikdy nebyla použita. „Mistrovská kresba“ lidské pyramidy, o níž Kirkland rovněž prohlásil, že je velmi složitá, zabrala animátorovi Matthewovi Schofieldovi několik dní. Kresba se pak stala referencí pro ostatní animátory, kteří ji použili při animaci scény.

## Kulturní odkazy
Děj dílu volně vychází z dramatického filmu Erin Brockovich z roku 2000, který se točí kolem právního boje Erin Brockovichové proti energetické společnosti Pacific Gas and Electric Company na západním pobřeží USA. Duffova kniha světových rekordů je parodií na každoročně vydávanou referenční Guinnessovu knihu rekordů. Maskot Count Fudgula je parodií na maskota cereálií General Mills Count Chocula (který zase paroduje fiktivní postavu hraběte Drákuly). Poté, co je ve Springfieldu zakázán cukr, je možné vidět městskou policii, jak pálí zabavené výrobky z cukru. Když však do ohně vhodí množství tyčinek Butterfinger, tyčinky začnou zářit a zůstanou nedotčené. Zklamaný policejní šéf Clancy Wiggum vysvětluje: „Dokonce ani oheň je nechce.“. Postavy Simpsonových dlouhou dobu vystupovaly v reklamách na Butterfinger, což pomohlo seriálu rozjet se díky příjmům z reklam. Přibližně v době, kdy vznikl tento díl, byla smlouva seriálu s Butterfingerem vypovězena, a štáb se proto rozhodl udělat si z něj legraci. „Kdyby ještě existovala, neudělali bychom to,“ řekl Jean v komentáři k epizodě na DVD. Cletusova sestřenice Dia-Betty je volně založena na postavě Darlene Catesové Bonnie Grape ve filmu Co žere Gilberta Grapea z roku 1993. Během scény, kdy Apu vede Homera „do centrály pašování cukru“, hraje píseň „Axel F“, kterou složil Harold Faltermeyer. Během honičky na lodi, kdy Wiggum pronásleduje Homera kvůli nákladu cukru (těsně se vyhne dvěma lodím převážejícím obrovskou skleněnou tabuli a matce s dítětem jedoucím na kombinovaném vodním skútru a kočárku), zazní skladba „Miami Vice Theme“. Než Homer souhlasí s předáním nákladu cukru Cukroláskovi, požaduje, aby se dostal k Umpa-lumpovi, postavě z dětské knížky Karlík a továrna na čokoládu z roku 1964. Design Umpa-lumpy vychází z verze použité ve filmové adaptaci Pan Wonka a jeho čokoládovna z roku 1971, kterou Kirkland zhlédl, aby se „trefil“.

## Vydání
V původním americkém vysílání 20. ledna 2002 získal díl podle agentury Nielsen Media Research rating 7,3, což znamená přibližně 7,5 milionu diváků. V týdnu od 14. do 20. ledna 2002 se epizoda umístila na 34. místě ve sledovanosti. 24. srpna 2010 byl díl vydán jako součást seriálu The Simpsons: The Complete Thirteenth Season na DVD a Blu-ray set. Na audiokomentáři k epizodě se podíleli Al Jean, Carolyn Omineová, Matt Selman, Tom Gammill, Max Pross, Mark Kirkland a Matt Warburton.

## Přijetí
Po vydání na DVD se díl setkal se smíšenými recenzemi kritiků. Colin Jacobson z DVD Movie Guide ohodnotil epizodu kladně a napsal: „Co by Marge v seriálu dělala, kdyby nepořádala kampaně, aby ostatním říkala, co mají dělat? Navzdory riziku nadbytečnosti díl vlastně funguje docela dobře.“. Pochválil Stillerovo účinkování v epizodě i „zkoumání knihy rekordů“ a svou recenzi uzavřel tím, že díl považuje za „jednu z silnějších epizod 13. řady“.
Příznivě se vyjádřil i Nate Boss z Project-Blu, který epizodu označil za „vtipný pohled na hromadné žaloby, zejména ty, které se týkají dalších dobrovolně kupovaných spotřebních výrobků, jako je tabák, stejně jako na prohibici“.
Jennifer Malkowski z DVD Verdict udělila dílu hodnocení B a napsala, že „transparent knihovny ‚Ano, máme pornografii!‘ “ byl „vrcholem epizody“.
Ron Martin ze serveru 411Mania udělil dílu smíšenější hodnocení a označil jej za „v nejlepším případě nevyrovnaný, v nejhorším průměrný“.
Andre Dellamorte z Collideru díl popsal jako „nápravu“ epizody 8. řady Homer versus 18. dodatek Ústavy, v níž Springfield čelí prohibici.